# Николай Сердев
Николай П. Сердев е български учен-медик, пластичен хирург, професор.
Той е специалист по обща хирургия и козметична (естетична) хирургия, професор и директор на Международната университетска програма по козметична хирургия (Нов български университет), цитиран в The Contemporary WHo's Who, 2003, International Who's Who Hystorical Society, International Who's Who of Professionals, 2009.
Завършил е Медицинския университет, София през 1974 г. Има специалност по хирургия от 1981 г. Преминава обучение по обща и след това по пластична и козметична естетична хирургия във Военномедицинската академия (ВМА) и Медицинския център „Естетична хирургия, естетична медицина“ в София. От 1991 до 1996 г. е заместник-началник и.д. началник на клиниката по изгаряния на ВМА, а през 2006 – 2008 г. е национален консултант по козметична (естетична) хирургия – медицинска специалност към Министерството на здравеопазването.
На 24 октомври 2006 г. е удостоен със званието „Почетен професор на Нов български университет“ за цялостен принос към Нов български университет и като създател на програмата „Естетична хирургия и медицина“ към Центъра за продължаващо обучение на НБУ.
Публикувал е редица оригинални статии, автор е на техники.
- Хирургичното лечение на хемороиди. Прошиване и лигиране без ексцизия, Хирургия (София) 43 (1990), стр. 65 – 68
- 1089/153082003767787169?journalCode=cos/ Кератиноцити адхезирани върху колагенови микроносители за лечение на изгарянията: Международен конгрес по изгаряния, 25 – 28 юни 1991, Лозана, Швейцария
- 1089/153082003767787169 Свежи кератиноцити адхезирани върху колагенови микроносители за окончателното покриване на атонични хронични рани,
- Патент, 5980888 – Кератиноцити върху колагенови микроносители за лечение на кожни рани,
- Критерии за пациентите с повишен риск във връзка с много органен дефицит при изгаряния,
- Причина за смъртта при изгорени пациенти на възраст над шестдесет години в България, Annals of Burns and Fire Disasters vol. Xl – n. 1 – March 1998
- Lethal causes in burn patients over the age of sixty years in Bulgaria, Annals of Burns and Fire Disasters – vol. Xl – n. 1 – March 1998
- Possibilities of identifying patients at risk for stress ulcer,
- Surgical treatment of stress ulcer
- Our treatment experience of stress ulcers in 242 patients,
- Free dermatoplasty in traumatic amputations of the fingers,
- Т-ексцизия при ринопластика за ротация на върха и приплъзване на колумелата за проекция на върха,
- Техники на Сердев при ринопластика за разкрасяване и др.
- Удължаване и изправяне на формата на краката с ултразвукова липоскулптура

В началото на 1990-те години д-р Сердев е автор на закрити лифтинг шевове (Serdev suture) – без белези, без изрязване и отделяне на кожата от суперфициалната мускуло-апоневрозна система SMAS, методи без разрези, в Бразилия известни като fio elastico Bulgaro.
Методите на закрити лифтинг шевове само с иглови перфорации на кожата за лифтинг на подвижни фасции, към неподвижни надкостница, фасции или сухожилия са известни като Serdev suture lifting techniques – лифтинг шевове на Сердев без белези, като например:
- Total Ambulatory SMAS Lift by Hidden Minimal Incisions Part 1: Temporal SMAS Lift, Total Ambulatory SMAS Lift by Hidden Minimal Incisions Part 2: Lower SMAS–Platysma Face Lift,
- Темпорален и супра-темпорален SMAS лифт с лифтинг шевове,
- Лифтинг на вежди с шев без белези,
- Лифтинг на средното лице,
- Лифтинг и създаване обем на скулите,
- Долен smas-platysma лифтинг на лицето и шията с използване на скрити ретро-лобуларни разрези,
- Долен smas-platysma лифтинг на лицето и шията със или без използване на скрити ретро-лобуларни разрези,
- Увеличаване, промяна на формата и корекция позицията на брадата с шев,
- Шевове на Сердев за стесняване на върха на носа; ротация на върха на носа; стесняване на аларната база,
- Шев на Сердев при щръкнали уши,
- Лифтинг на бюста с шевове без белези, само с иглови перфорации на кожата,
- Повдигане, лифтинг на седалището без белези,
- Повдигане на седалището без белези, с шев на Сердев в комбинация с удължаване и разкрасяване на формата на краката с подпомогната с ултразвук липоскулптура,
- Стягане на отпускане на коремната стена с шевове на Сердев,
- Лифтинг шевове на вътрешната страна на бедрото,
- Трапчинки брадата и бузите с шев на Сердев и др.

Техниките на лифтинг шевове на Сердев използват полуеластичен шевен материал, позволяващ на тъканта да се движи и да се държи естествено. Конци се резорбират в рамките на 2 – 3 години, като се гарантира дългосрочен резултат със стабилна фиксация фиброзните тъкани, без наличиена чужди тела. Техниките на лифтинг шевове се основават на стабилно зашиване на движими фасции по-високо, към недвижими фасции или надкостница. Това дава възможност за дълготраен резултат. Шевовете на Сердев са техники са различни в концепцията си от други не-хирургични „конци“ тип „рибена кост“, които са нерезорбируеми, поставят се в подкожната мастна тъкан и поради това са нестабилни. Шевовете на Сердев са техники, които не следва да се объркат (а и не са взаимозаменяеми) с т.нар. „конци“ и „лифтинг конци“.
Шевовете на Сердев без белези за лифтинг или за създаване на обем са широко използвани козметични процедури за различни възрасти, раси и етноси. По-специално техниките на Сердев за лифтинги и създаване на обем са основни при по-млади пациенти, за разкрасяване на лице и тяло. Чрез повдигане и/или увеличаване на тъкани техниките на Сердев създават възможност за постигане на желаните естетически пропорции, обеми и ъгли, без белези и баз чужди тела. Те са особено подходящи за хора с различна от бялата кожа (като азиатци, индийци, афроамериканци), защото се избягва образуването на келоиди, наблюдавани при рани от открити и по-големи хирургически разрези.
В началото на 1990 г. д-р Сердев е съосновател на Националното българско дружество по естетична хирургия и естетична медицина, както и на Медицинския център „Естетична хирургия и естетична медицина“ в София, България. Центърът е акредитиран от Министерството на здравеопазването за следдипломно обучение на български лекари в областта на медицинската специалност „Козметична (естетична) хирургия“ към МУ, София и към НБУ за обучение на чуждестранни козметични хирурзи.
Има публикувани редица статии в следните издания: Международен журнал по козметична хирургия, Международен журнал по козметична хирургия и естетична дерматология, Annals of Burns and Fire Disasters, „Хирургия“, Revista Espanola de Cirurgiq Estetica, Monduzzi editore и др.

## Професионално признание
- от 1993 г. – председател, Национално българско дружество по естетична хирургия и естетична медицина
- през 1998 – 1999 и 2002 – 2003 г. – председател на Управителния съвет на Балканската академия по козметична хирургия (Balkan Academy of Cosmetic Surgery)
- през 2000 г. – почетен член на Австралийския колеж по козметична хирургия[4]
- през 2001 г. – медал „La Excellencia“
- от 2002 г. – директор на Управителния съвет на Международната академия по козметична хирургия (International Academy of Cosmetic Surgery)
- през 2006 – 2008 г. – национален консултант по козметична естетична хирургия на Министерството на здравеопазването
- от 2003 г. – попечител, член на Международния съвет по козметична хирургия (International Board of Cosmetic Surgery)
- през 2005 г. – награда „Венера“ за значителен принос в националното развитие на козметична хирургия
- от 2006 г. – почетен професор на НБУ
- от 2006 г. – програмен директор на Международната университетска програма по козметична хирургия (International University Program in Cosmetic Surgery в НБУ
- почетен професор на Югоизточноазиатския колеж по козметична хирургия (South East Asia College of Cosmetic Surgery)
- почетен член на Южноамериканската академия на козметична хирургия
- медал „Най-добри естетични хирурзи в Европа“